# Ilidža
Ilidža är en kommun i Sarajevo kanton och är de facto del av staden Sarajevo, Bosnien och Hercegovina. Ilidžas kommun omfattar delarna Ilidža Centar (centrum), Hrasnica, Sokolovići (Sokolović kolonija) och Butmir

## Geografi
Staden Ilidža är byggd på jämn mark, även om den omges av berg. Det största berget är Igman, omkring 1502 meter högt. På berget växer liljor som är en historisk symbol i Bosnien.
År 1894 publicerade E.B. Lanin en tidningsartikel i londontidningen "Contemporary Review"  med rubriken: Ilidža en av de finaste platserna i världen.[källa behövs]

## Demografi
| 2013 - bosniaker - 58 120 (87,10%) - serber - 3 030 (4,541%) - kroater - 1 600 (2,398%) - andra - 3 980 (5,964%) Totalt: 66 730 | 1991 - bosniaker - 28 836 (43%) - serber - 24 982 (37.2%) - kroater - 6 901 (10.2%) - jugoslaver - 5 126 (7.6%) - andra: 1 352 (2%). Totalt: 67 197 |

## Turism

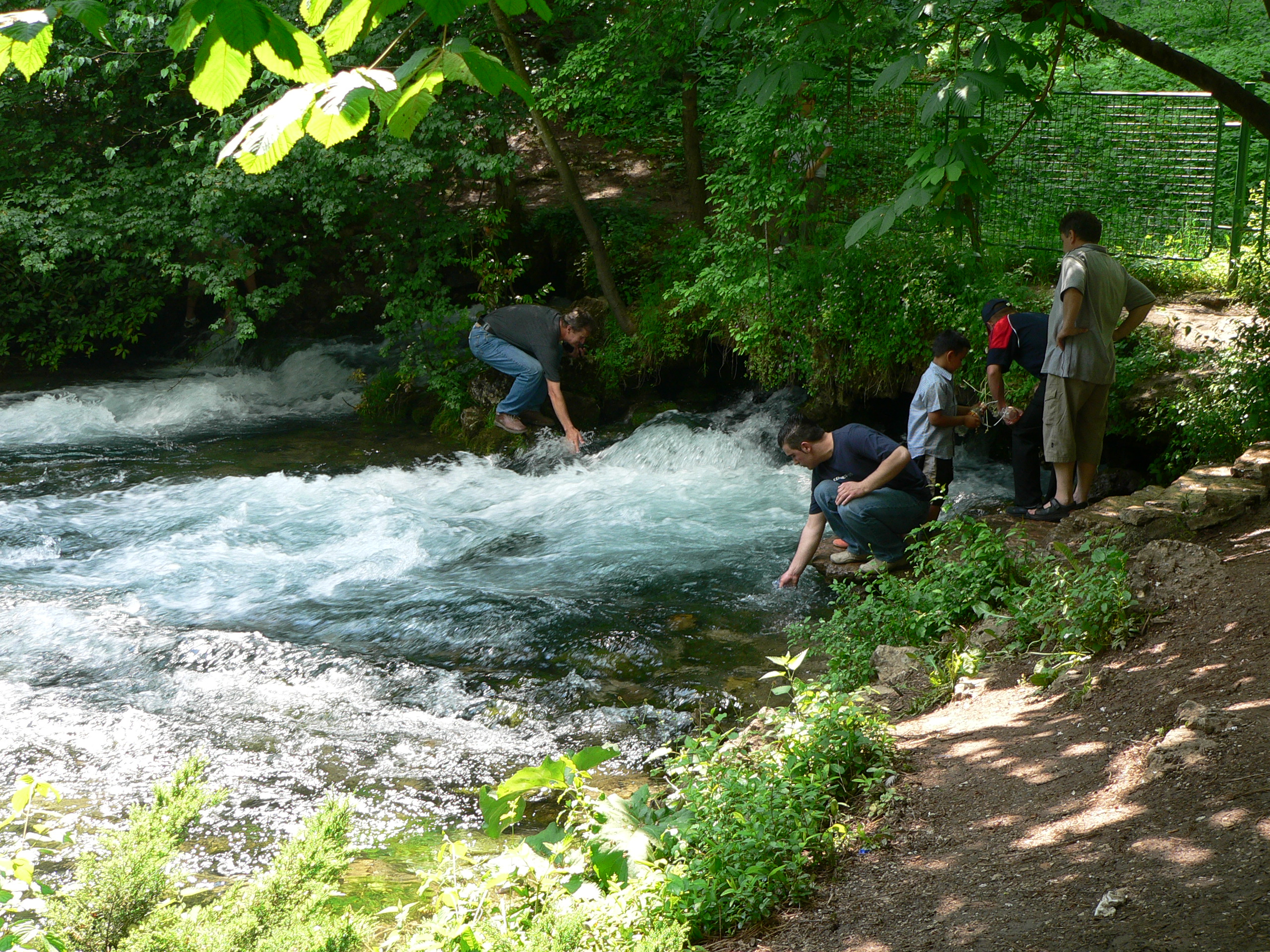
Vrelo bosne

Ilidža ligger vid Sarajevos internationella flygplats. Berget Igman är populär som utgångspunkt för skidåkning och fotvandring. Närbelägna parken Vrelo Bosne är en av dem populäraste parkerna i landet. Där rinner floden Bosna upp. Historiska platser som bron Rimski most (Romarnas bro), byggd år 1530 över floden Bosna, är en viktig sevärdhet på platsen.  